# Transatlantyk Festival
Transatlantyk Festival, auch Transatlantyk Poznań International Film and Music Festival genannt, ist ein internationales Film- und Musikfestival, das erstmals im August 2011 in der polnischen Stadt Posen (polnisch Poznań) veranstaltet wurde. Auf dem Festival werden bei einer Abschlussgala verschiedene Auszeichnungen vergeben, darunter der Transatlantyk Glocal Hero Award und der Paderewski Award für herausragende Künstler, der Chopin Award für die Entdeckung des Jahres sowie die Filmkomponisten zugedachten Preise Young Composer Awards und Instant Composer des Jahres.

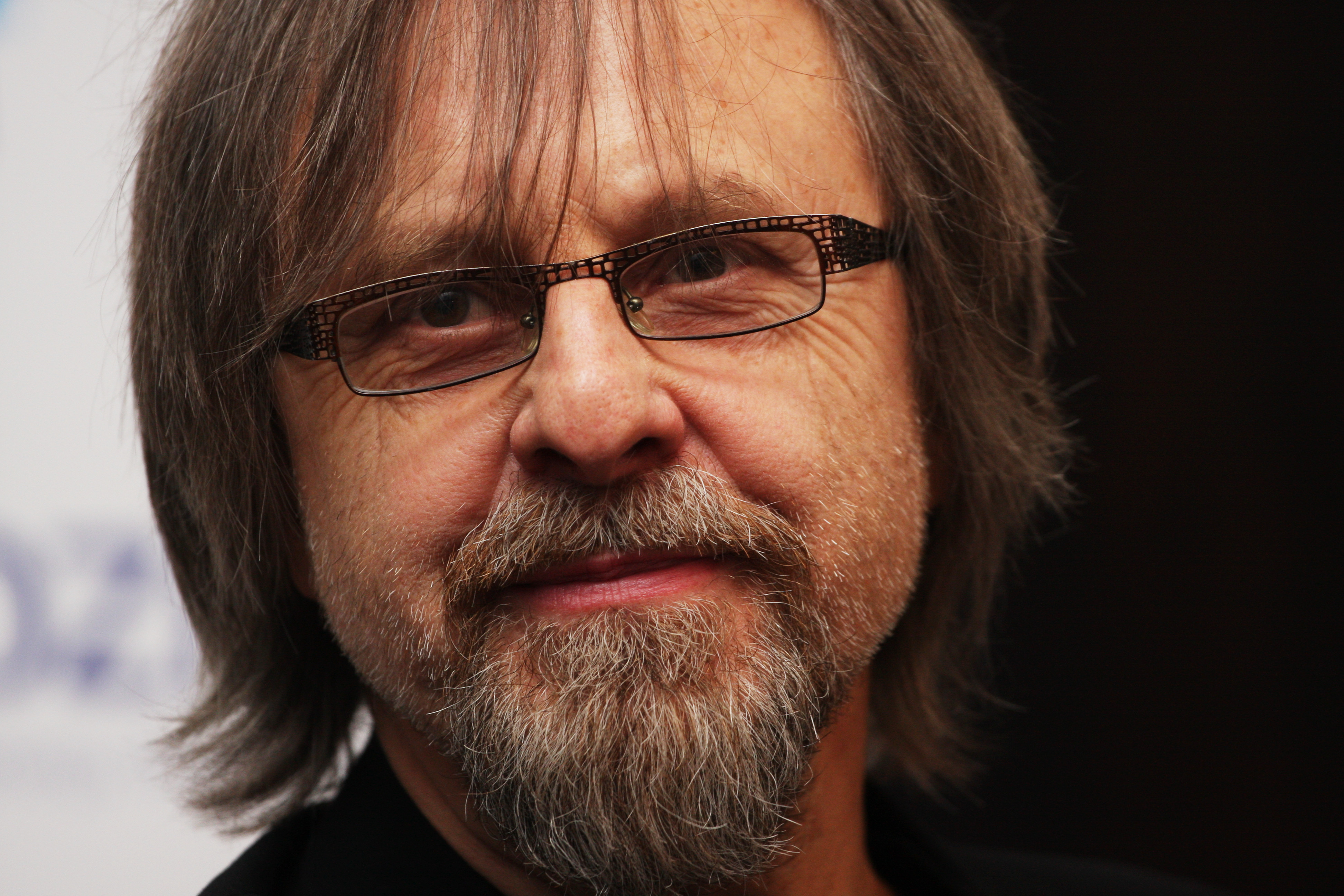
Festivalsgründer und Direktor Jan A. P. Kaczmarek (2011)

Gründer und Direktor des Festivals war der polnische Komponist und Oscar-Preisträger Jan A. P. Kaczmarek.

## Filmfestival
Hauptspielstätte des Filmfestivals ist das Multikino im Zentrum Posens, Polens erstes Multiplex-Kino. Die Filme sind verschiedenen Sektionen zugeordnet, dazu gehört das „Transatlantyk Panorama“, in dem US-amerikanische Filme präsentiert werden, die entweder bereits preisgekrönt wurden oder ihre Premiere auf dem Festival feiern. Weitere Sektionen setzen ihre Schwerpunkte auf Deutschland („10 German Voices“), Skandinavien („New Scandinavian Cinema“), Nordafrika („Arab Revolutions Before and Now“) oder kulinarisches Kino („Culinary Cinema“) nach dem Vorbild der Berlinale. Unter der Rubrik „B Movies: Passion and Nausea“ werden Low-Budget-Filme von Hollywood-Produktionen der 1950er Jahre gezeigt. Dokumentarfilme werden in vier verschiedene Themenblöcke unterteilt: soziales Engagement („Transatlantyk Docs“), Ökologie („Transatlantyk Eco“), Musik, Konzertmitschnitte und Kunstevents („Transatlantyk Art“) sowie die Sektion „Transatlantyk Spotlight“, die bestimmten Regionen gewidmet ist.

## Musikfestival
Das Spektrum des Musikfestivals reicht von Symphonie-Konzerten bis zu Darbietungen elektronischer Tanzmusik. Zudem werden zwei internationale Wettbewerbe ausgetragen: einen für Filmmusik („Transatlantyk Film Music Competition“), deren Siegerprämie 20.000 USD beträgt, und einen für Klavierkompositionen vor einem Live-Publikum („Transatlantyk Instant Composition Contest“), der mit 10.000 USD prämiert wird.

## Erste Ausgabe 2011
In der ersten Ausgabe wurden für die rund 300 Vor- und Aufführungen rund 36.000 Eintrittskarten verkauft. Den Transatlantyk Glocal Hero Award erhielten Elżbieta und Krzysztof Penderecki. Unter den 171 gezeigten Filmen befanden sich 40 Erstaufführungen in Polen. Die Kosten für die neuntägige Veranstaltung beliefen sich dabei auf rund 5,5 Millionen Złoty. 2160 Menschen nahmen an Workshops und Seminaren teil.
Der Zuschauerpreis Transatlantyk Audience Award ging an den US-amerikanischen Liebesfilm For Lovers Only von Marc und Michael Polish. Den Titel „Transatlantyk Young Composer“ of 2011 erhielt der 26-jährige Fernsehkomponist Matthis Kleboom aus den Niederlanden. Den Chopin Award mit 20.000 PLN als Siegerprämie gewann die polnische Violistin Agata Szymczewska, während der 30-jährige polnische Komponist Dawid Rudnicki beim Wettbewerb Transatlantyk Instant Composition Contest siegte.

## Zweite Ausgabe 2012

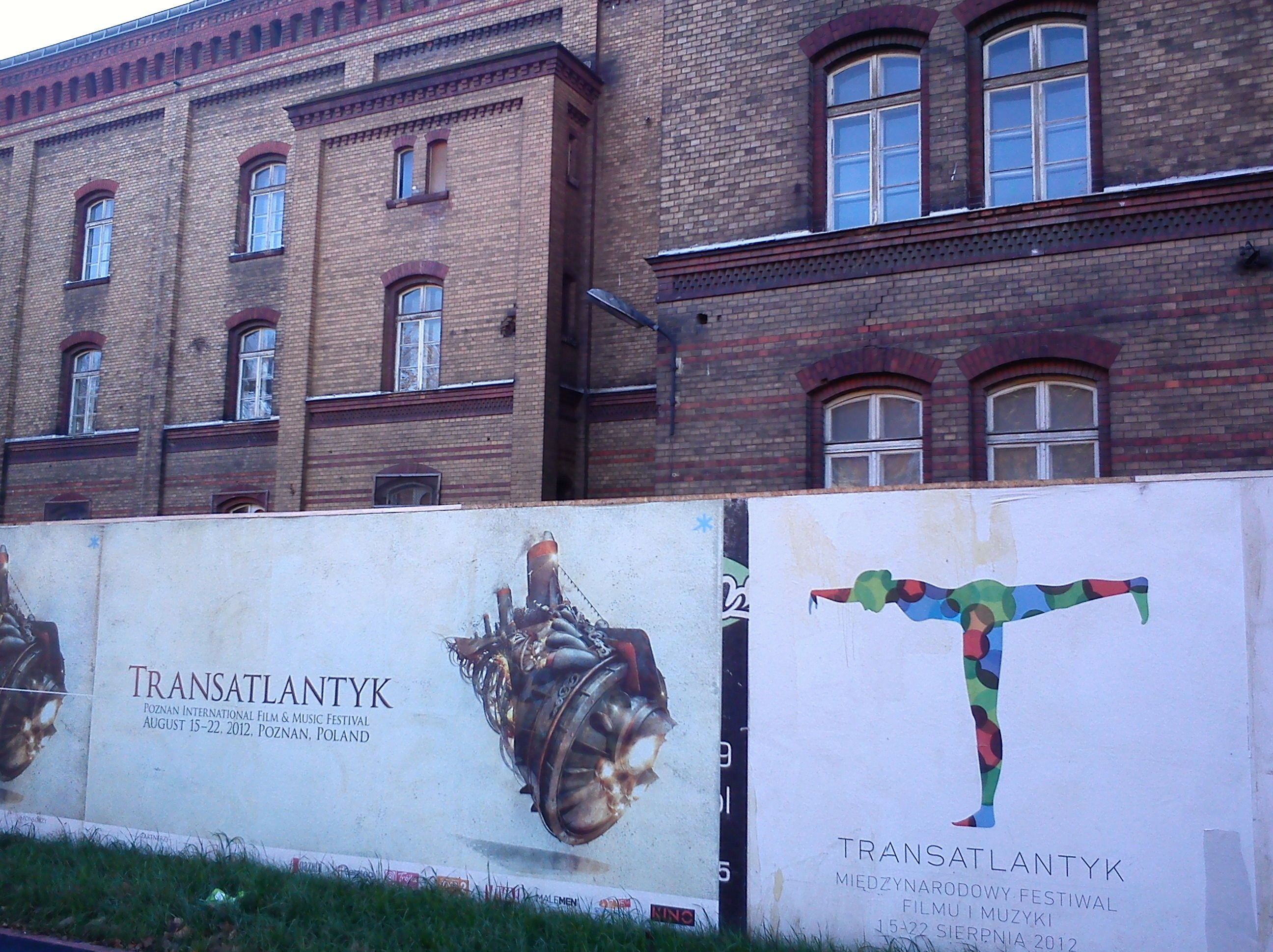
Plakate des Transatlantyk-Festivals 2012

In der zweiten Ausgabe 2012 wurden rund 41.000 Eintrittskarten verkauft. Zum besten Film des Festivals wurde von Internetusern der Dokumentarfilm The House I Live In von Eugene Jarecki ausgewählt. Für den Hauptpreis, die beste Filmmusik (Transatlantyk Film Music Competition), wurde mit 20.000 USD der schwedische Filmkomponist Daniel Bejbom ausgezeichnet.